# Ruta nacional PE-06 A
La ruta nacional PE-06 A es una carretera transversal que comunica las provincias de Chiclayo en Lambayeque y Chota en Cajamarca. La mayor parte de su recorrido (entre Pomalca y Cochabamba) forma parte de la vía de penetración Chiclayo – Chota.

## Trayectoria
Emp. PE-1N (Larán) - Pomalca - Pátapo - Chongoyape - Pte. El Cumbil - Dv. Sta. Cruz de Succhabamba (PE-06 B) - Llama - Huambos - Emp. PE-3N (Cochabamba).